# Чурсін Костянтин Миколайович
Костянти́н Микола́йович Чурсі́н — старший лейтенант Збройних сил України.
Його дідусь — генерал майор Ракетних військ СРСР, батько — капітан ІІІ рангу, служив на Балтійському флоті.
В артилерійських військах з 2004 року — випускник Київського військового ліцею ім. Івана Богуна. Здобув вищу військову освіту — академія ім. Петра Сагайдачного.

## Участь у боях
Брав участь у визволенні міста Попасна в липні 2014-го, співдіючи із батальйоном «Донбас». Тоді передовий спостережний пункт на бронемашині зайняв блокпост оборону перед містом, в складі ПРП-4 були також старший сержант Володимир Мельник, старший сержант Едуард Шмідт, старший солдат Віктор Бойко. Їхнім коригуванням гаубиці знищили всі укріплення терористів — крім вогневих точок у житлових будинках.
Піхотинці «Донбасу», потрапивши під перехресний вогонь з житлових будівель, залягли, з'явилися перші втрати. Артилеристи вирушили на допомогу. Бронебійно-розривна куля з протитанкової рушниці влучила в кришку відкритого люка бойової машини, важко поранено старшого солдата Віктора Бойка, однак він, втративши ліву руку та зазнавши численних осколкових поранень правої руки, і далі вів вогонь. Вибуховою хвилею з броні машини на землю скинуло старшого лейтенанта Костянтина Чурсіна. Бійці «Донбасу» заходилися витягувати офіцера з численними пораненнями, однак, оговтавшись від контузії, військовик наздогнав свою бойову машину. На броні Чурсін наклав кровозупинний джгут та вколов знеболювальне пораненому, чим врятував підлеглому життя.
Старший сержант Михайло Шмідт, прикриваючи наступ штурмової роти, влучним вогнем з кулемета придушив вогневі точки противника. Механік-водій старший прапорщик Володимир Мельник, маневруючи бойовою машиною, не лише прикривав бронею піхоту спеціального батальйону — чим забезпечив евакуацію поранених із зони обстрілу противника — а й позбавив можливості влучити в вояків з гранатомета чи ПТКР.

## Нагороди
За особисту мужність і героїзм, виявлені у захисті державного суверенітету та територіальної цілісності України, вірність військовій присязі під час російсько-української війни нагороджений
- орденом «За мужність» III ступеня (22.1.2015).